# سفارة مصر في المغرب
سفارة مصر في المغرب هي الممثلية الدبلوماسية العليا لدولة جمهورية مصر العربية لدى المملكة المغربية. تقع السفارة في الرباط، وتهدف لتعزيز المصالح المصرية في المغرب.